# Juan Gomis
Pour les articles homonymes, voir Gomis.
Gomis  López est un nom espagnol. Le premier nom de famille, en général paternel, est Gomis ; le second, en général maternel, souvent omis, est López.
Juan Gomis López (né le 28 mars 1978 à Castellón de la Plana) est un coureur cycliste espagnol.

## Biographie
Juan Gomis devient coureur professionnel en 2002 dans l'équipe continentale portugaise LA Alumínios-Pecol-Bombarral. Après une saison passée au sein de Saunier Duval-Prodir, il rejoint la Comunidad Valenciana en 2005. En juin 2006, il fait partie des coureurs cités dans l'affaire Puerto. Il est blanchi le mois suivant par la justice espagnole, comme plusieurs de ses coéquipiers. Cette affaire est cependant fatale à l'équipe Comunidad Valenciana, qui disparaît en fin de saison. Juan Gomis retourne alors au Portugal dans la formation Vitória-ASC-RTL.

## Palmarès
- 1999
  - Trofeo Diputacion de Alicante :
    - Classement général
    - 1re étape

  - Gran Premi Vila-real
  - Tour de Castellón :
    - Classement général
    - 2e étape

  - 2e de la Santikutz Klasika
- 2000
  -  Champion d'Espagne du contre-la-montre espoirs
  - 4e étape du Circuito Montañés
  - 3e du Circuito Montañés
  - 5e du championnat d'Europe du contre-la-montre espoirs
- 2001
  - Clásica Ciudad de Torredonjimeno
  - 1reb étape du Tour de Salamanque (contre-la-montre par équipes)
  - 3e du Tour de Navarre
- 2003
  - 2e étape du Grand Prix Gondomar
  - Grand Prix Cantanhede :
    - Classement général
    - 3e étape

## Résultats sur les grands tours

### Tour d'Italie
1 participation
- 2004 : 67e

## Classements mondiaux
| Année           | 2005 | 2006 | 2007   |
| --------------- | ---- | ---- | ------ |
| UCI Europe Tour | 354e | 352e | 1 108e |